# Gene Sharp
Gene Sharp   (North Baltimore, 21 de gener de 1928 - Boston, 28 de gener de 2018) va ser un professor de ciències polítiques a la Universitat de Massachusetts a Dartmouth, nominat al Premi Nobel de la Pau. Exprofessor de la Universitat Harvard, l'any 1983 va fundar l'Albert Einstein Institution, finançada per Peter Ackerman, un inversor que havia estat deixeble seu. Vivia a Boston on té la seu aquesta institució.
Era conegut pels seus extensos escrits sobre la lluita no-violenta, que van influir en nombrosos moviments de resistència contra governs en tot el món. D'entre les seves aportacions destaca un llistat de 198 tàctiques de lluita no violenta que classifica en tres grups: persuasió i protestes no violentes; no cooperació (social, econòmica i política) i intervencions no violentes.

## La teoria de la resistència no-violenta
El llibre més conegut de Gene Sharp (1973), La política de l'acció noviolenta, proveeix una anàlisi política pragmàtica de l'acció noviolenta com un mètode d'utilitzar el poder en un conflicte. Va encunyar el terme political jiu-jitsu que consisteix a fer caure l'oponent, que té més poder i més recursos, mitjançant un desequilibri amb una tàctica política estratègica o maniobra.
L'argument clau de Sharp és que el poder no és monolític; això vol dir que no deriva d'una qualitat intrínseca d'aquells individus que estan en el poder. Per a Sharp, el poder polític, el poder de qualsevol estat —independentment de la seva organització estructural interna— deriva dels individus de l'estat. La seva creença fonamental és que tota estructura de poder es basa en l'obediència dels subjectes a les ordres dels dirigents. D'aquesta manera, si el subjecte no obeeix, els líders no tenen poder.
Segons l'opinió de Sharp, totes les estructures efectives de poder tenen sistemes mitjançant els quals animen o extreuen l'obediència dels individus. Els estats tenen sistemes particularment complexos per a mantenir els subjectes obedients. Aquests sistemes inclouen institucions específiques (policia, jutjats, entitats reguladores), però també poden involucrar la dimensió cultural que inspira obediència pretenent fer implícita la idea que el poder és monolític (el culte diví als faraons egipcis, la dignitat de la residència presidencial, normes ètiques i morals, i tabús). En aquests sistemes, els individus s'enfronten a sistemes de sancions (presó, multes, ostracisme) i recompenses (títols, riquesa, fama), que influeixen en el nivell de la seva obediència.
Comprendre bé tot l'anterior proporciona els mitjans per a la resistència no-violenta i dona l'oportunitat per a efectuar el canvi dins de l'estat. Sharp cita la visió d'Étienne de La Boétie, que sostenia que si els individus d'un estat particular reconeixen que ells són la font del poder de l'estat podrien rebutjar la seva obediència i els seus líders es quedaran sense aquest poder.
David Hume, filòsof del segle xviii, va escriure sobre el mateix concepte en el seu Essay 4: Of the First Principles of Government. Noam Chomsky es refereix a aquest punt de vista com La paradoxa de Hume.